# جيم بريندرغاست
جيم بريندرغاست (بالإنجليزية: Jim Prendergast)‏ هو لاعب كرة قاعدة أمريكي، ولد في 23 أغسطس 1917 في بروكلين في الولايات المتحدة، وتوفي في 23 أغسطس 1994 في أمهيرست في الولايات المتحدة.

## وصلات خارجية
- جيم بريندرغاست على موقعبيزبول رفرنس.كوم (الدوري الرئيسي) (الإنجليزية)